# Comte de Douglas

Comte de Douglas est un titre de noblesse de la pairie d'Écosse. Accordé aux barons de Douglas, il fut créé en 1358 pour William Douglas, fils d'Archibald Douglas, Gardien de l'Écosse. Le titre disparut en 1455, à la suite de la destitution de James Douglas, 9e comte de Douglas, et l'attribution de ses terres à George Douglas, 4e comte d'Angus.

## Seigneurs de Douglas
- William Ier (en) (avant 1174- v.1213) ;
- Archibald Ier (en) († v.1240) ;
- William Longleg (en) (v.1220-v.1274) ;
- William le Hardi (v.1240-1298), mort en captivité à la Tour de Londres ;
- James 'The Good' (v.1290-1330), tué à la bataille de Teba (en) ;
- William IV († 1333), tué à la bataille de Halidon Hill ;
- Hugh the Dull († après 1342), rend sa seigneurie en 1342 ;
- William Douglas (v.1330-1384), créé comte en 1358.

## Comtes de Douglas (1358)
- 1358-1384 : William Douglas (1327-1384), comte de Mar ;
- 1384-1388 : James Douglas (v.1358-1388), 2e comte de Mar, fils du précédent ;
- 1388-1400 : Archibald Douglas the Grim (v.1328-1400), seigneur de Galloway, cousin illégitime du 1er comte ;
- 1400-1424 : Archibald Douglas (v.1369-1424), duc de Touraine, fils du précédent ;
- 1424-1439 : Archibald Douglas (1390-1439), duc de Touraine et utilisant le titre de comte de Wigtown[1], fils du précédent ;
- 1439-1440 : William Douglas (1424-1440), duc de Touraine, fils du précédent ;
- 1440-1443 : James Douglas (1371-1443), 1er comte d'Avondale en 1437, fils du 3e comte ;
- 1443-1452 : William Douglas (1425-1452), 2e comte d’Avondale, fils du précédent ;
- 1452-1455 : James Douglas (1426-1488), 3e comte d’Avondale, frère du précédent, destitué de tous ses biens en 1455 pour trahison.

La seigneurie de Douglas passe ensuite à George Douglas, 4e comte d'Angus. Un descendant de ce dernier, William Douglas (1589-1660), 11e comte d'Angus, est fait marquis de Douglas en 1633.

### Autres titres
D'autres titres de noblesse furent également portés par les comtes de Douglas à différentes périodes :
- Duc de Touraine
- Comte de Wigtown (en)
- Comte de Mar
- Comte de Moray
- Comte d'Ormonde
- Comte d'Avondale (de)
- Seigneur d'Annandale (en)
- Seigneur de Galloway (en)
- Comte de Longueville